# Wojciech Gajda
Wojciech Jerzy Gajda (ur. 19 sierpnia 1956) – polski matematyk, profesor nauk matematycznych. Specjalizuje się w geometrii arytmetycznej, algebraicznej K-teorii, algebraicznej teorii liczb oraz topologii algebraicznej. Profesor zwyczajny na Wydziale Matematyki i Informatyki Uniwersytetu im. Adama Mickiewicza w Poznaniu, gdzie kieruje Zakładem Geometrii Algebraicznej i Diofantycznej.

## Życiorys
Studia z matematyki ukończył na poznańskim UAM, gdzie następnie został zatrudniony i zdobywał kolejne awanse akademickie. Stopień doktorski uzyskał na Ohio State University w 1990 roku na podstawie rozprawy pt. On Epicyclic Spaces. Habilitował się w 2003 na podstawie oceny dorobku naukowego i pracy pt. Special Elements in Galois Cohomology of Some l-adic Representations and K-groups. Tytuł naukowy profesora nauk matematycznych otrzymał w 2011 roku.
Współautor (wraz z G. Banaszakiem) dwutomowego podręcznika akademickiego pt. Elementy algebry liniowej (Wydawnictwa Naukowo-Techniczne 2002, ISBN 83-204-2664-2). Artykuły publikował w takich czasopismach jak m.in. "Journal für die reine und angewandte Mathematik", "Composito Mathematica", "Commentari Mathematici Helvetici", "Fundamenta Mathematicae", "Journal of Number Theory", "Journal of K-theory" oraz "Journal of Pure and Applied Algebra".
Należy do Polskiego Towarzystwa Matematycznego. Jest prezesem Poznańskiej Fundacji Matematycznej.